# Єрусалимський синдром

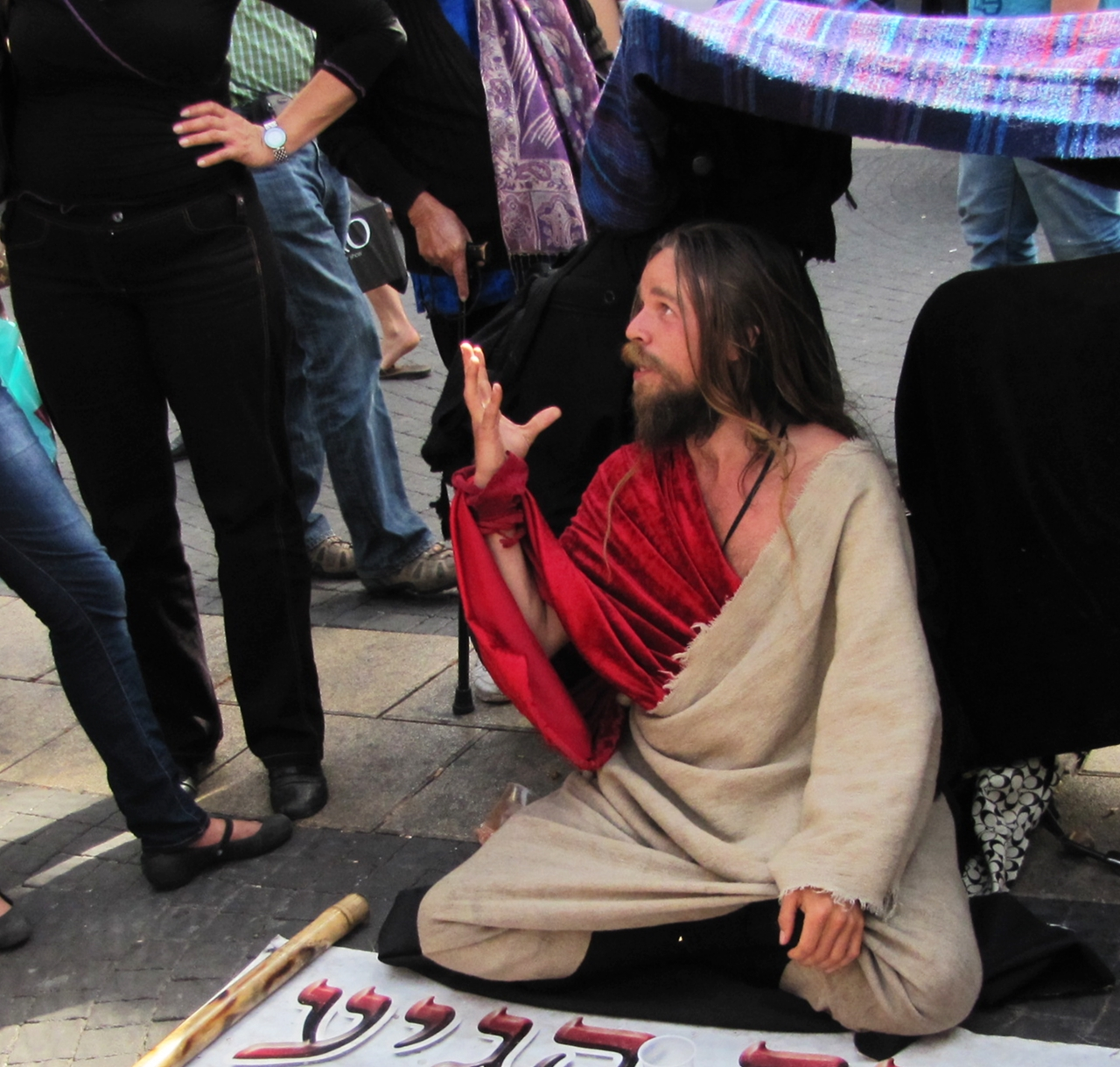
Чоловік, який зве себе месією, на вулиці в Тель-Авіві

Єрусалимський синдром — маревний розлад, що виникає у паломників і туристів, які відвідують Святу Землю, зокрема Єрусалим.
Розлад полягає в тому, що люди відчувають психологічний шок під час перебування в місцях, пов'язаних з біблійною історією, що призводить до ототожнення себе з біблійними персонажами. Психіатри пов'язують причину цього стану із зіткненням між власною уявою паломників, їхніми очікуваннями від відвідин Святої Землі та реальністю, з якою вони стикаються. Щорічно на цей синдром страждають близько 200 осіб, переважно чоловіки у віці від 20 до 30 років. Переважно це християни або юдеї (зафіксовано кілька випадків серед мусульман). Представники інших релігій та атеїсти не стикаються з цим явищем. Рідко трапляється серед жінок. За статистикою, частіше зустрічається у чоловіків зі Сполучених Штатів, з вищою освітою та протестантської конфесії. Найчастіше на цей стан страждають люди, які виросли в консервативних, ортодоксальних сім'ях, де Біблія була основою їхнього виховання. Тому деякі лікарі вважають, що релігійний фанатизм є однією з причин синдрому.
Вперше розлад описав Хайнц Германн (пол. Heinz Hermann) у 1930-х роках, але історичні джерела свідчать, що явище зустрічалося серед паломників ще в Середньовіччі. Назву йому дав ізраїльський психіатр доктор Яір Бар-Ель у 1980-х роках. Він розділив випадки єрусалимського синдрому на три категорії: люди з психічними розладами, які хочуть змінити світ, паломники, які присвячують своє життя релігії, і туристи, на яких впливає надзвичайна атмосфера Єрусалиму.
Християни, як правило, більше ідентифікують себе з постатями з Нового Заповіту (наприклад, Ісус, Іван Хреститель), в той час, як євреї — зі Старого Заповіту (наприклад, Мойсей, Самсон, цар Давид або очікуваний Месія). Єрусалимський синдром пов'язаний зі спорідненим психічним розладом, який називається комплексом Месії.
Одним з найнебезпечніших проявів синдрому була спроба спалити мечеть Аль-Акса з метою "вигнання мусульман з Єрусалиму". Цей акт вчинив у 1969 році австралієць, на ім'я Майкл Денніс Рохан, що призвело до кількаденних кривавих заворушень.
У більшості випадків єрусалимський синдром минає спонтанно після виїзду з Ізраїлю.